# Coelogyne candoonensis
Coelogyne candoonensis é uma espécie de orquídea epífita, família Orchidaceae, originária do Monte Candoon, em Mindanao nas Filipinas.